# Fiquefleur-Équainville

Fiquefleur-Équainville este o comună în departamentul Eure, Franța. În 1 ianuarie 2022 avea o populație de 743 de locuitori.